# Tsagaanhayrhan (distrikt i Mongoliet, Dzavchan)
Tsagaanhayrhan (mongoliska: Цагаанхайрхан Сум, Цагаанхайрхан) är ett distrikt i Mongoliet.   Det ligger i provinsen Dzavchan, i den västra delen av landet, 800 km väster om huvudstaden Ulaanbaatar.